# Mario Dall'Aglio
Mario Dall'Aglio (Castelguglielmo, 11 agosto 1927 – Bolzano, 11 marzo 2016) è stato un pittore, scultore e giornalista italiano.
Trasferitosi in Alto Adige con la famiglia già in giovane età, dal 1937 si è stabilito a Bolzano. Dopo gli studi ha iniziato a lavorare come disegnatore progettista ed in seguito alla Prefettura di Bolzano. 

Negli anni Cinquanta comincia a disegnare e dipingere, dopo aver frequentato gli studi bolzanini di artisti come Mario Parravicini, Walter Esposti, Lino Zobele e diventa amico di Ulderico Giovacchini, Emanuel Fohn, dello scultore Ignaz Gabloner e del critico d'arte Carlo Galasso. La sua vicinanza al Questore di Bolzano gli consente anche di incontrare Ezra Pound.

Da un'iniziale pittura figurativa, Dall'Aglio è passato all'informale e in seguito a una più personale ricerca sul colore e sulla modularità., usando tecniche come l'olio, la tempera, l'incisione, la serigrafia, la scultura in legno e metallo e la computer art.
Con lo pseudonimo "mad." ha collaborato con diversi quotidiani e riviste locali.